# Depiro Basketball Club
Il Depiro Basketball Club è una società di pallacanestro di Malta, con sede a Mtarfa.
Sia la sezione femminile che quella maschile partecipano alla massima serie locale.

## Cestiste
- Antoinette Borg
- Svetlana Micallef
- Francesca Bianco
- Edwina Vella
- Andrea Mifsud
- Gaby Mifsud
- Tina Mifsud
- Tina De Martino
- Steffi De Martino
- Emma Grech
- Maria Bonnett
- Martina Scicluna
- Christine Sammut
- Justine Xuereb